# 奧格洛達克島
奧格洛達克島是美國的島嶼，由阿拉斯加州負責管轄，屬於安德烈亞諾夫群島的一部分，長1.92公里、寬3.7公里，面積3.5平方公里，最高點海拔高度172米，島上無人居住。
51°59′03″N 175°27′17″W / 51.98417°N 175.45472°W